# Эстудиантес (баскетбольный клуб)
«Эстудиантес» (исп. Club Estudiantes de Baloncesto) — испанский баскетбольный клуб из города Мадрид. Является студенческим клубом Испании, также является вторым по значимости клубом в Мадриде, после «Реала».

## История
Клуб был основан в 1948 году группой студентов («Эстудиантес») частной мадридской школы.
К моменту основания Федерацией баскетбола Испании общеиспанского чемпионата в 1955, «Эстудиантес» был одним из шести клубов, принимавшим участие в том турнире, а также вторым по силе клубом Мадрида (первым был «Реал»). С тех пор, он постоянно играл в главной испанской лиге, наряду с «Реалом» и «Ховентутом». Так же это один из двух клубов с мужской и женской командами, играющими в высшей лиге.
в мае 2012 года «Эстудиантес» впервые вылетел из элиты испанского баскетбола, но остался в Лиге АСБ, так как чемпион второй испанской лиги «Иберостар» не смог предоставить финансовые гарантии и документы на будущий сезон.

## Спонсорские названия
За всё время существования клуб много раз менял спонсорское название:
- Эстудиантес Монтеверде (1971—1977)
- Эстудиантес Мудеспа (1978—1981)
- Эстудиантес Каха Посталь (1981—1982), (1989—1995)
- Эстудиантес Тодагрес (1987—1988)
- Эстудиантес Босе (1988—1989)
- Эстудиантес Аргентария (1995—1997)
- Адэкко Эстудиантес (1998—2006)
- MMT Эстудиантес (2006—2009)
- Асефа Эстудиантес (2009—2013)
- Туэнти Мовиль Эстудиантес (2013—2014)
- Мовистар Эстудиантес (2014-)

## Титулы
- Вице-чемпион Испании: 1963, 1968, 1981, 2004
- Кубок Испании: 1963, 1992, 2000

## Текущий состав
Примечание: Гражданство указывается ФИБА. Игрок может иметь более одного гражданства.
| \| Поз. \| № \| Гражд. \| Имя \| Дата рождения (возраст) \| Рост \| Вес \| Звание \| \| ---- \| -- \| ------ \| --------------- \| ------------------------- \| ------ \| ------ \| ------ \| \| РЗ \| 7 \| \| Хайме Фернандес \| 4 июня 1993 (31 год) \| 186 см \| 79 кг \| \| \| ТФ \| 8 \| \| Стефан Бирчевич \| 13 декабря 1989 (35 лет) \| 210 см \| 95 кг \| \| \| ЛФ \| 9 \| \| Эдгар Викедо \| 24 августа 1994 (30 лет) \| 201 см \| 97 кг \| \| \| ТФ \| 11 \| \| Начо Мартин \| 22 апреля 1983 (41 год) \| 203 см \| 111 кг \| \| \| З/Ф \| 12 \| \| Брэндон Томас \| 17 августа 1984 (40 лет) \| 198 см \| 97 кг \| \| \| РЗ \| 14 \| \| Хави Сальгадо \| 6 августа 1980 (44 года) \| 183 см \| 82 кг \| \| \| З \| 25 \| \| Дарио Брисуэла \| 8 ноября 1994 (30 лет) \| 196 см \| 92 кг \| \| \| З/Ф \| 32 \| \| Зак Грэм \| 28 марта 1989 (35 лет) \| 196 см \| 95 кг \| \| \| Ц \| 35 \| \| Фран Герра \| 23 декабря 1992 (32 года) \| 214 см \| 112 кг \| \| \| Ф \| 41 \| \| Хуан Эрнангомес \| 28 сентября 1995 (29 лет) \| 203 см \| 100 кг \| \| | Главный тренер - Диего Окампо Ассистенты тренера - Альберто Лоренсо - Хуан Антонио Кабрерисо Легенда - (К) — Капитан команды Последнее изменение: 11 ноября 2015 года |              |                 |                           |        |        |        |
| Поз. | № | Гражд.       | Имя             | Дата рождения (возраст)   | Рост   | Вес    | Звание |
| РЗ | 7 | Флаг Испании | Хайме Фернандес | 4 июня 1993 (31 год)      | 186 см | 79 кг  |        |
| ТФ | 8 | Флаг Сербии  | Стефан Бирчевич | 13 декабря 1989 (35 лет)  | 210 см | 95 кг  |        |
| ЛФ | 9 | Флаг Испании | Эдгар Викедо    | 24 августа 1994 (30 лет)  | 201 см | 97 кг  |        |
| ТФ | 11 | Флаг Испании | Начо Мартин     | 22 апреля 1983 (41 год)   | 203 см | 111 кг |        |
| З/Ф | 12 | Флаг США     | Брэндон Томас   | 17 августа 1984 (40 лет)  | 198 см | 97 кг  |        |
| РЗ | 14 | Флаг Испании | Хави Сальгадо   | 6 августа 1980 (44 года)  | 183 см | 82 кг  |        |
| З | 25 | Флаг Испании | Дарио Брисуэла  | 8 ноября 1994 (30 лет)    | 196 см | 92 кг  |        |
| З/Ф | 32 | Флаг США     | Зак Грэм        | 28 марта 1989 (35 лет)    | 196 см | 95 кг  |        |
| Ц | 35 | Флаг Испании | Фран Герра      | 23 декабря 1992 (32 года) | 214 см | 112 кг |        |
| Ф | 41 | Флаг Испании | Хуан Эрнангомес | 28 сентября 1995 (29 лет) | 203 см | 100 кг |        |